# 몬테사르키오
몬테사르키오(이탈리아어: Montesarchio)는 이탈리아 캄파니아주 베네벤토도의 코무네다. 베네벤토 남동쪽 18km 거리에 있다.
이 도시는 1973년 7월 31일 대통령의 명령에 따라 도시의 공식 지위가 인정받았었다.

## 자매 도시
- 프랑스 라 가드 (1977)
- 팔레스타인 베들레헴 (2006)
- 이탈리아 토레델그레코 (2008)